# Cinara pinea
Cinara pinea är en insektsart som först beskrevs av Alexandre Mordvilko 1894. Enligt Catalogue of Life ingår Cinara pinea i släktet Cinara och familjen långrörsbladlöss, men enligt Dyntaxa är tillhörigheten istället släktet Cinara och familjen barkbladlöss. Arten är reproducerande i Sverige. Inga underarter finns listade i Catalogue of Life.